# Jármi
Jármi is een plaats (község) en gemeente in het Hongaarse comitaat Szabolcs-Szatmár-Bereg. Jármi telt 1350 inwoners (2001).